# Haitianisch-litauische Beziehungen
Die haitianisch-litauischen Beziehungen beschreiben das bilaterale Verhältnis zwischen der Republik Haiti einerseits und der Republik Litauen andererseits.

## Geschichte und Stand
Die im Jahr 1804 von Frankreich unabhängig gewordene Republik Haiti und die Republik Litauen, 1918 sowie 1990 nach der Wiedererlangung seiner Unabhängigkeit (kurz vor dem Zerfall der Sowjetunion) unabhängig geworden, unterhalten seit 2010 diplomatische Beziehungen.
Die entsprechende gemeinsame Erklärung wurde am 4. Mai 2010 von den Leitern der Ständigen Vertretungen beider Länder bei den Vereinten Nationen in New York unterzeichnet.
Es wurden keine diplomatischen Vertretungen im jeweils anderen Land eingerichtet. In Port-au-Prince ist ein Honorarkonsul von Litauen bestellt und ansässig.
Haiti ist Mitglied der Organisation Amerikanischer Staaten (OAS), bei der Litauen einen Beobachterstatus innehat.
Nach dem Erdbeben in Haiti 2010 trug Litauen 14.500 Euro für Hilfsmaßnahmen bei. Private Spenden wurde in Litauen durch die Caritas, Save the Children und das Rote Kreuz in Höhe von 188.000 Euro gesammelt.
Litauen steuerte Im Jahr 2016 als Soforthilfe für Haiti 10.000 Euro für die Opfer des verheerenden Hurrikans Matthew bei.
Der Handel zwischen beiden Ländern ist gering. Im Jahr 2018 lag das bilaterale Handelsvolumen bei 266.000 Euro, wobei Litauen Waren im Wert von 260.000 Euro nach Haiti lieferte und die haitianischen Exporte nach Litauen den Wert von 6000 Euro hatten.
Die formalisierten bilateralen Beziehungen zeigten weder bei politischen noch wirtschaftlichen oder kulturellen Themen Ansätze signifikanter Zusammenarbeit.